# Коретвина
Коре́твина (Коритвина) — гора заввишки 1671 м, що входить в масив Грофи-Попаді (Західні Горгани) та розташована на території Рожнятівського району Івано-Франківської області.

## Загальна інформація
Гора входить до «півкола» гірської системи Кінь-Грофецький — Грофа — Паренки — Попадя — Коретвина — Петрос Горганський — Студенець. Вершина гори покрита альпійською сосною та кам'яними осипами. Південний та північний схил стрімкі, з заходу гора сполучається з г. Попадя, зі сходу — з г. Петрос Горганський.

## Шляхи
Через вершину проходить маркована стежка (червоне маркування, що веде від г. Попадя до долини потоку Петрос. За 3 км на захід від вершини знаходиться роздоріжжя туристичних шляхів: від червоного маркування відходить синє, що веде до перевалу Німецький (Руський путь). За 2 км на захід від вершини проходить старий польсько-чехословацький кордон (стовпчик № 64), яким проходить сучасна межа Івано-Франківської та Закарпатської областей.